# Potamocarcinus nicaraguensis
Potamocarcinus nicaraguensis is een krabbensoort uit de familie van de Pseudothelphusidae. De wetenschappelijke naam van de soort is voor het eerst geldig gepubliceerd in 1893 door Rathbun.